# Arthurdactylus
Arthurdactylus es un género extinto de pterosaurios de la familia Ornitocheiridae que vivió a principios del Cretácico en lo que hoy es Brasil.
Fue nombrado en 1994 por Eberhard Frey y David Martill en honor de Arthur Conan Doyle, quien incluyó a grandes pterosaurios en su conocida novela The Lost World, acerca de un profesor que descubre animales prehistóricos aún viviendo en una meseta de Suramérica. Ellos escribieron inicialmente el nombre de la especie como Arthurdactylus conan-doylei, con un signo de guion que no es permitido en los nombres científicos de acuerdo con las normas de la ICZN, por lo cual los propios autores realizaron la corrección renombrándolo conandoylei en 1998. El holotipo es SMNK 1132 PAL, un esqueleto razonablemente completo, que carece del cráneo, cuello, el esternón y algunas vértebras caudales. El espécimen, que era adulto o cerca de serlo, estaba preservado en una losa y esá levemente aplastado. Arthurdactylus tenía, en comparación a la longitud de su torso de 22 centímetros, alas relativamente largas y dedos alares especialmente alargados, quizás mucho más que en cualquier otro pterodactiloide. Por otra parte, las extremidades posteriores estaban apenas desarrolladas.
Los descriptores asignaron a Arthurdactylus a la familia Ornithocheiridae. De acuerdo con el paleontólogo brasileño Alexander Kellner, quien usa ese concepto en un sentido diferente, Arthurdactylus es considerado como cercanamente relacionado con la familia Anhangueridae.